# Koc gaśniczy

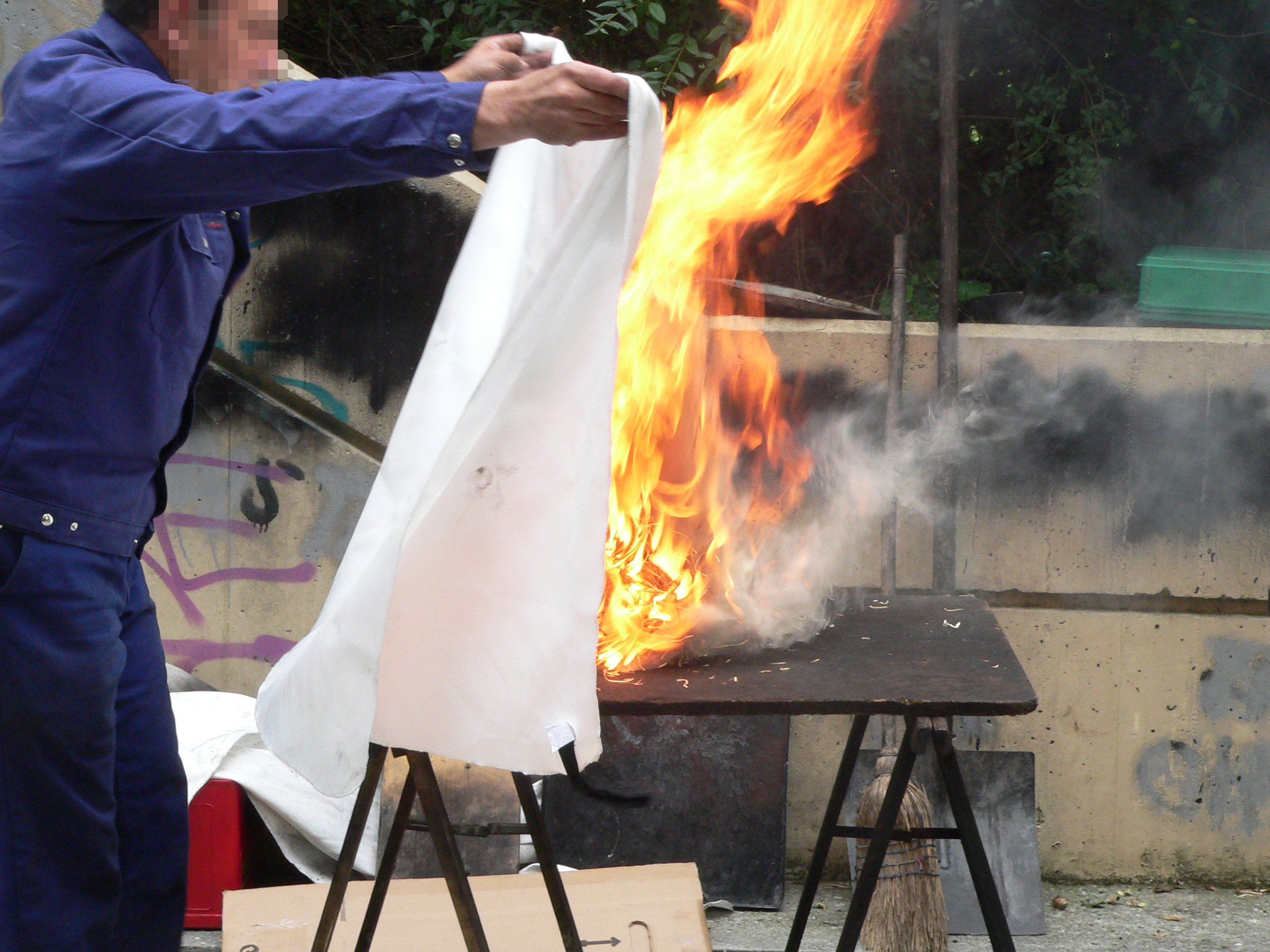
Użycie koca gaśniczego

Koc gaśniczy – podręczny sprzęt gaśniczy służący do mechanicznego odcinania dopływu powietrza do płonących materiałów. Wykonany jest z włókna szklanego. Dawniej koce gaśnicze wykonywane były z włókien konopi w splocie z włóknami azbestu. Ma powierzchnię ok. 3 m².  Użycie polega na szczelnym przykryciu małego, płonącego przedmiotu lub np. beczki z palącą się cieczą. Używając koca, należy pamiętać, by przykrywać zarzewie ognia od swojej strony, aby uniknąć poparzenia ogniem. Może być użyty do gaszenia palącego się ubrania.
Wadą koca gaśniczego jest to, iż może być on użyty skutecznie tylko do gaszenia niewielkich źródeł ognia i umiejscowionych blisko osoby gaszącej pożar. Zaletą jest możliwość wielokrotnego użycia i nieniszczenie gaszonych przedmiotów. 